# Lazada
Lazada Group (Groupe Lazada) est une entreprise singapourienne de commerce en ligne dirigée par Maximilian Bittner.
Initialement spécialisée dans la vente d'appareils électroniques, elle distribue des produits grand public[évasif].
Fondée en 2012 par Maximilian Bittner avec l'appui de Rocket Internet, elle passe sous le contrôle du groupe Alibaba en 2016.